# V370 Андромеды
V370 Андромеды (лат. V370 Andromedae), HD 11979 — двойная звезда в созвездии Андромеды на расстоянии приблизительно 460 световых лет (около 141 парсека) от Солнца. Видимая звёздная величина звезды — от +7,19m до +6,18m.

## Характеристики
Первый компонент — красный гигант, пульсирующая полуправильная переменная звезда типа SRB (SRB) спектрального класса M7III, или M8, или Mb. Масса — около 1,944 солнечной, радиус — около 81,39 солнечных, светимость — около 707,843 солнечных. Эффективная температура — около 3300 K.
Второй компонент — коричневый карлик. Масса — около 27,57 юпитерианских. Удалён на 1,866 а.е..